# Cintura de vespa

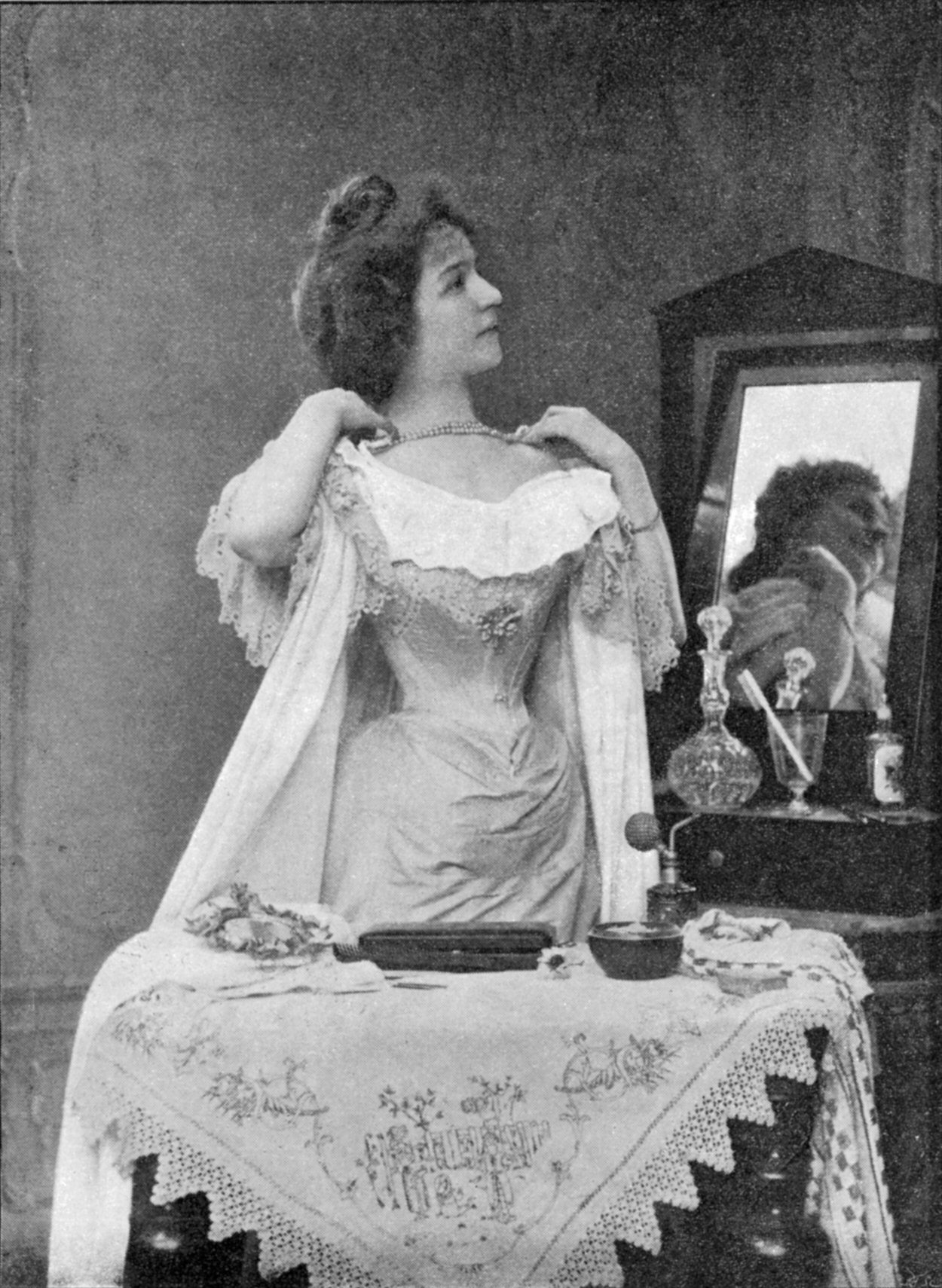
Uma parisiense do final do século XIX a mostrar sua cintura de vespa.

A cintura de vespa é uma silhueta da moda feminina, produzida por um estilo de espartilho e cinto, que experimentou vários períodos de popularidade nos séculos XIX e XX. Sua principal característica é a transição abrupta de uma caixa torácica de largura natural para uma cintura extremamente pequena, com os quadris curvando-se abaixo. Leva o nome de sua semelhança com o corpo segmentado de uma vespa. A cintura acentuada também exagera os quadris e o busto.

## Descrição
No século XIX, enquanto as medidas médias da cintura com espartilho variavam entre 58 cm a 79 cm), as medidas da cintura das vespas de 41 cm a 46 cm eram incomuns e não eram consideradas atraentes. As revistas femininas mencionavam os efeitos colaterais do laço apertado, proclamando que "se uma mulher se prende e se cinge, até que ela tenha apenas trinta e cinco centímetros e, em alguns casos, até que ela tem apenas trinta e cinco centímetros, deve ser feito à custa de conforto, saúde e felicidade." Em vez disso, a moda criou a ilusão de uma cintura pequena, usando proporção, colocação das listras e cores. O laço extremamente apertado (15 a 18 pol ou 38 a 46 cm) foi uma moda passageira no final dos anos 1870/80, terminando por volta de 1887.
Entre a multiplicidade de problemas médicos, as mulheres sofreram para obter essas medidas drásticas: costelas deformadas, músculos abdominais enfraquecidos, órgãos internos deformados e deslocados e doenças respiratórias. O deslocamento e a desfiguração dos órgãos reprodutivos aumentaram muito o risco de aborto espontâneo e morte materna.

## Galeria

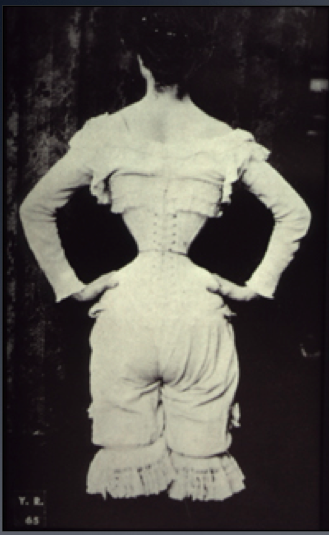
Fotografia de 1890.
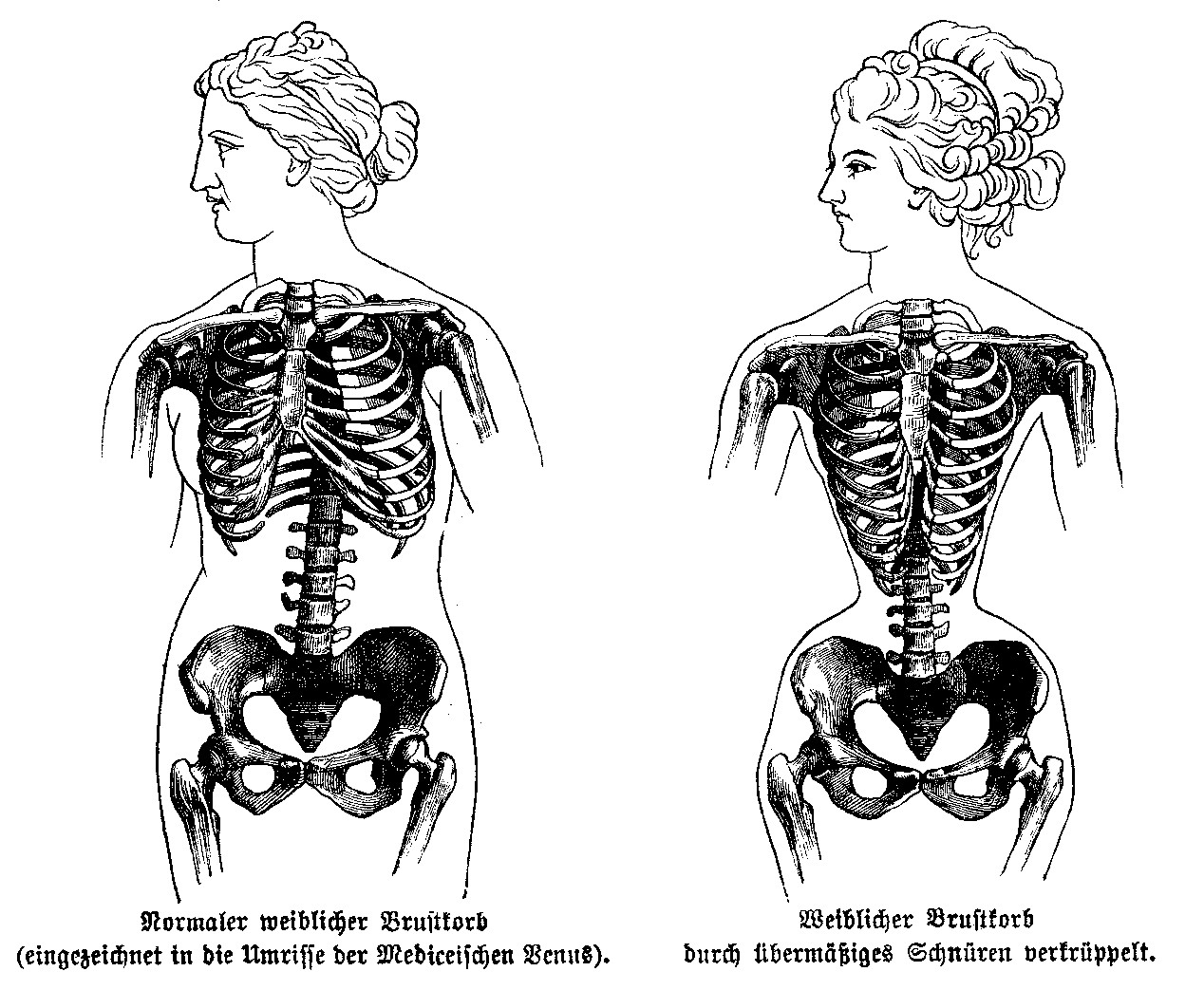
Deformações da cintura da vespa (1892).
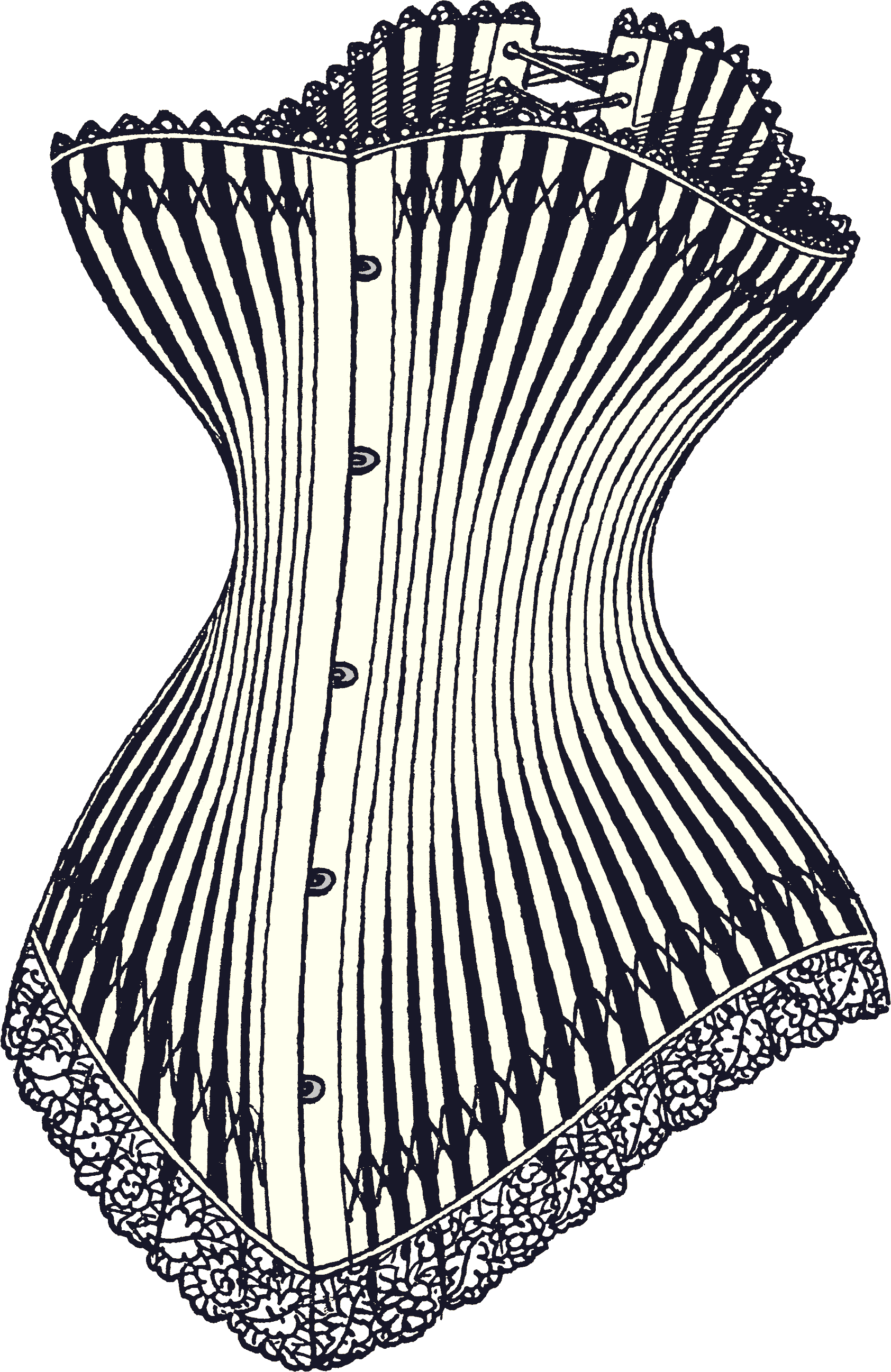
Um espartilho para obter uma cintura de vespa.

## Exemplos

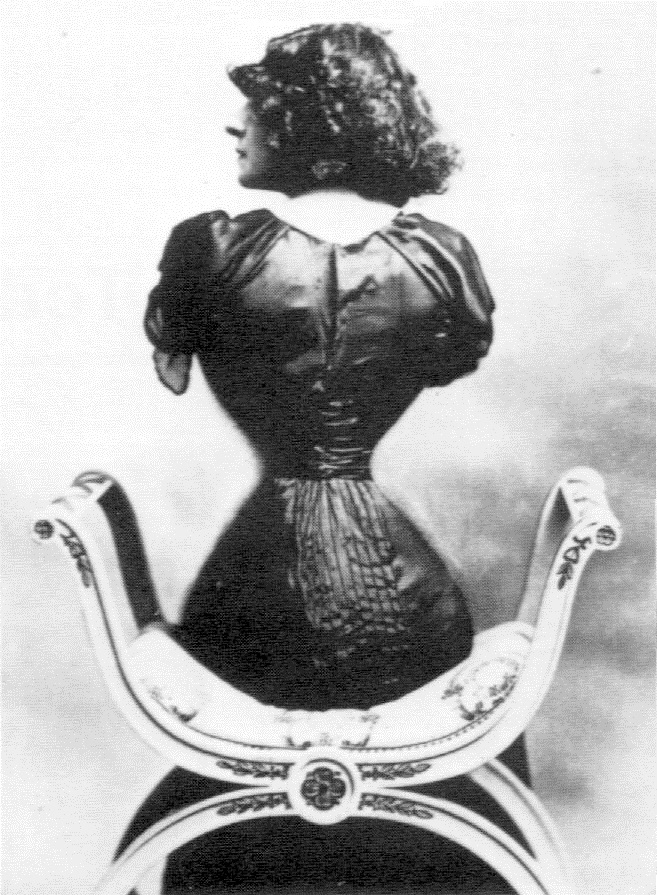
Polaire, uma atriz francesa famosa por sua cintura de vespa.
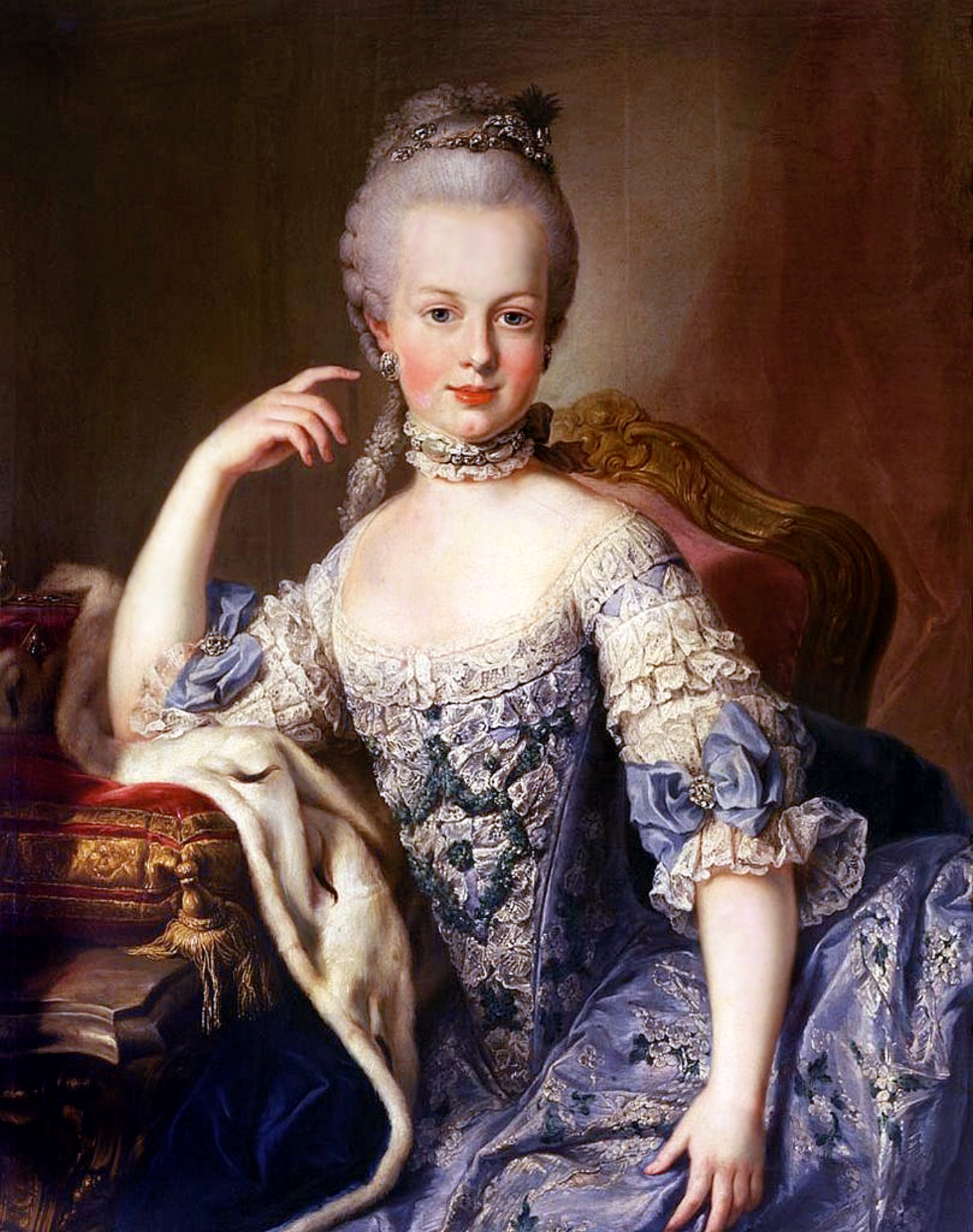
Maria Antonieta, 1768.
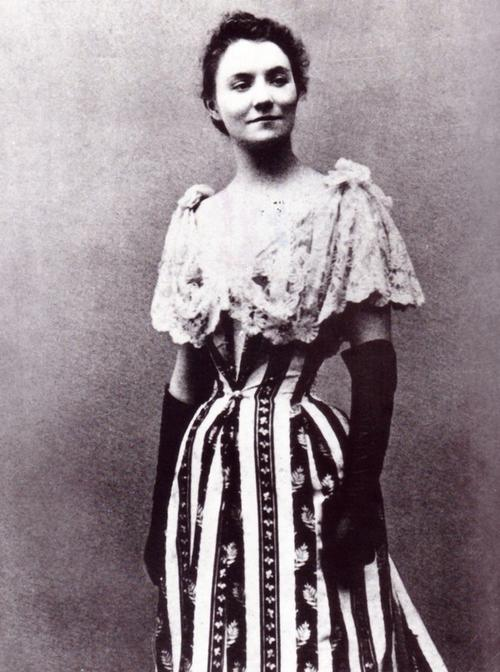
Yvette Guilbert, 1890.
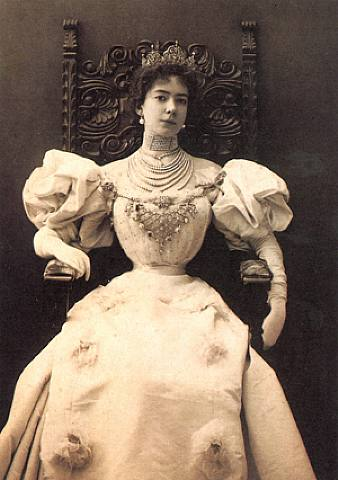
Olga de Meyer Caracciolo, 1902.